# Bretenières
Bretenières is een gemeente in het Franse departement Jura (regio Bourgogne-Franche-Comté) en telt 38 inwoners (2009). De plaats maakt deel uit van het arrondissement Dole.

## Geografie
De oppervlakte van Bretenières bedraagt 4,0 km², de bevolkingsdichtheid is dus 9,5 inwoners per km².

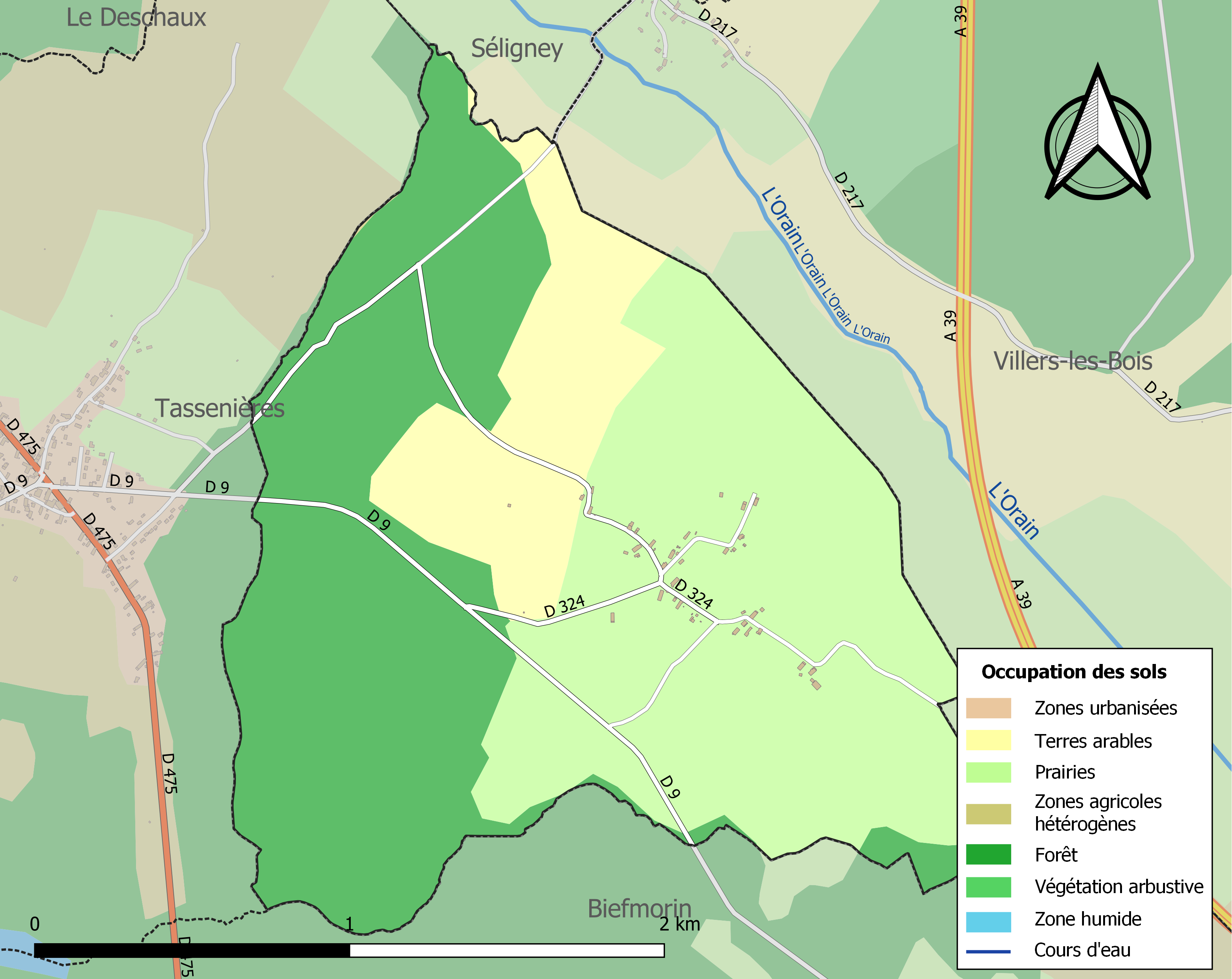
Kaart van de gemeente met de belangrijkste infrastructuur, bodemgebruik en omliggende gemeenten

## Demografie
Onderstaande figuur toont het verloop van het inwonertal (bron: INSEE-tellingen).